# アメリカ海兵隊軍楽隊
アメリカ海兵隊軍楽隊（アメリカかいへいたいぐんがくたい、英語: United States Marine Band）は、アメリカ海兵隊の最高峰の管弦楽団である。1798年7月11日に議会制定法によって設立され、最古のアメリカの軍楽隊でありプロ音楽団体でもある。現在、海兵隊軍楽隊には、マリン・チェンバー・オーケストラ（海兵隊室内管弦楽団）とマリン・チェンバー・アンサンブル（海兵隊室内アンサンブル）も含まれている。
海兵隊軍楽隊は、その姉妹組織であるアメリカ海兵隊ドラム・ビューグル隊（「総司令官直属」）および10隊の現役海兵隊フィールドバンドとは、完全に別個の組織である。
海兵隊軍楽隊は、アメリカ合衆国大統領との歴史的な関係から、1801年以降「大統領直属（The President's Own）」としてよく知られるようになった。海兵隊軍楽隊とホワイトハウスとの関係は、1801年元日にジョン・アダムズ大統領が軍楽隊を大統領官邸に招き、演奏させたことに始まる。同年、トーマス・ジェファーソン大統領は、自らの就任式での演奏を軍楽隊に要請し、以後、海兵隊軍楽隊は全てのアメリカ大統領就任式において演奏を行っている。トーマス・ジェファーソン大統領は、1801年に海兵隊軍楽隊に「大統領直属（The President's Own）」の称号を与えた。この呼称は、イギリスにおいて各軍事部隊に「国王直属（King's Own）」あるいは「女王直属（Queen's Own）」と冠する長年の慣習を模倣したものである。
こんにちの海兵隊軍楽隊は、国葬、国賓到着式典、国賓晩餐会、パレード、演奏会、その他の社交行事を含め、年間約500件の行事で演奏を行っている。また、海兵隊軍楽隊は、毎年10月から11月にかけて全米各地を巡る秋季コンサートツアーを実施しており、この伝統は、最も著名な指揮者であり作曲家でもあるジョン・フィリップ・スーザのもと、1891年に始まったものである。

## メンバーと組織

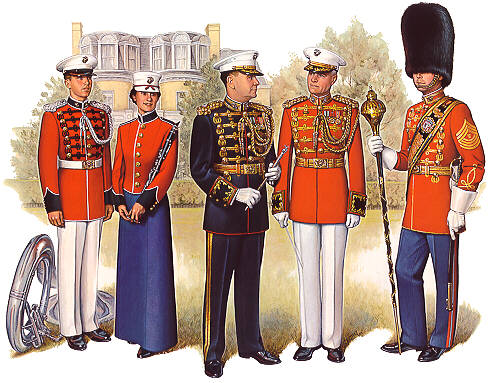
海兵隊軍楽隊の制服

海兵隊軍楽隊は、経験豊富な音楽家を採用しており、厳格なオーディションを通じて隊員を選抜している。採用のためには、追加の身辺調査および身体要件も満たす必要がある。選抜された場合、4年間の契約の下、現役海兵隊員として勤務して、軍法および身体基準に服することになる。「大統領直属（The President's Own）」、あるいはアメリカ沿岸警備隊バンド（英語版）の隊員のみが、米軍内で新兵訓練（ブートキャンプ）を免除され、戦闘任務にも従事しない特例となっている。また、彼らは海兵隊軍楽隊以外のいかなる部隊にも配属されることはない。一方、その他の海兵隊音楽隊の隊員は、ブートキャンプおよび海兵戦闘訓練（Marine Combat Training, MCT）への参加が義務付けられている。
「大統領直属」である海兵隊軍楽隊の隊員は、通常の交差したライフルの代わりにリラ（竪琴）の意匠が施された階級章を着用する。士官（コミッションド・オフィサー）は、多くの場合、軍楽隊内部から登用されるが、オーディション自体はすべての海兵隊音楽隊の隊員に対して開かれている。ドラムメジャーはキャリア海兵隊員から選抜され、軍楽隊員の軍事的な規律育成を担当するため、通常はフィールドバンド（野戦軍楽隊）出身者が任命される。2010年時点で、アメリカ海兵隊は年間約1,000万ドルを軍楽隊の維持に充てている。
2005年、サラ・シェフィールドが、海兵隊軍楽隊の歴史上初の女性専属ヴォーカリストとなった。

## 演奏

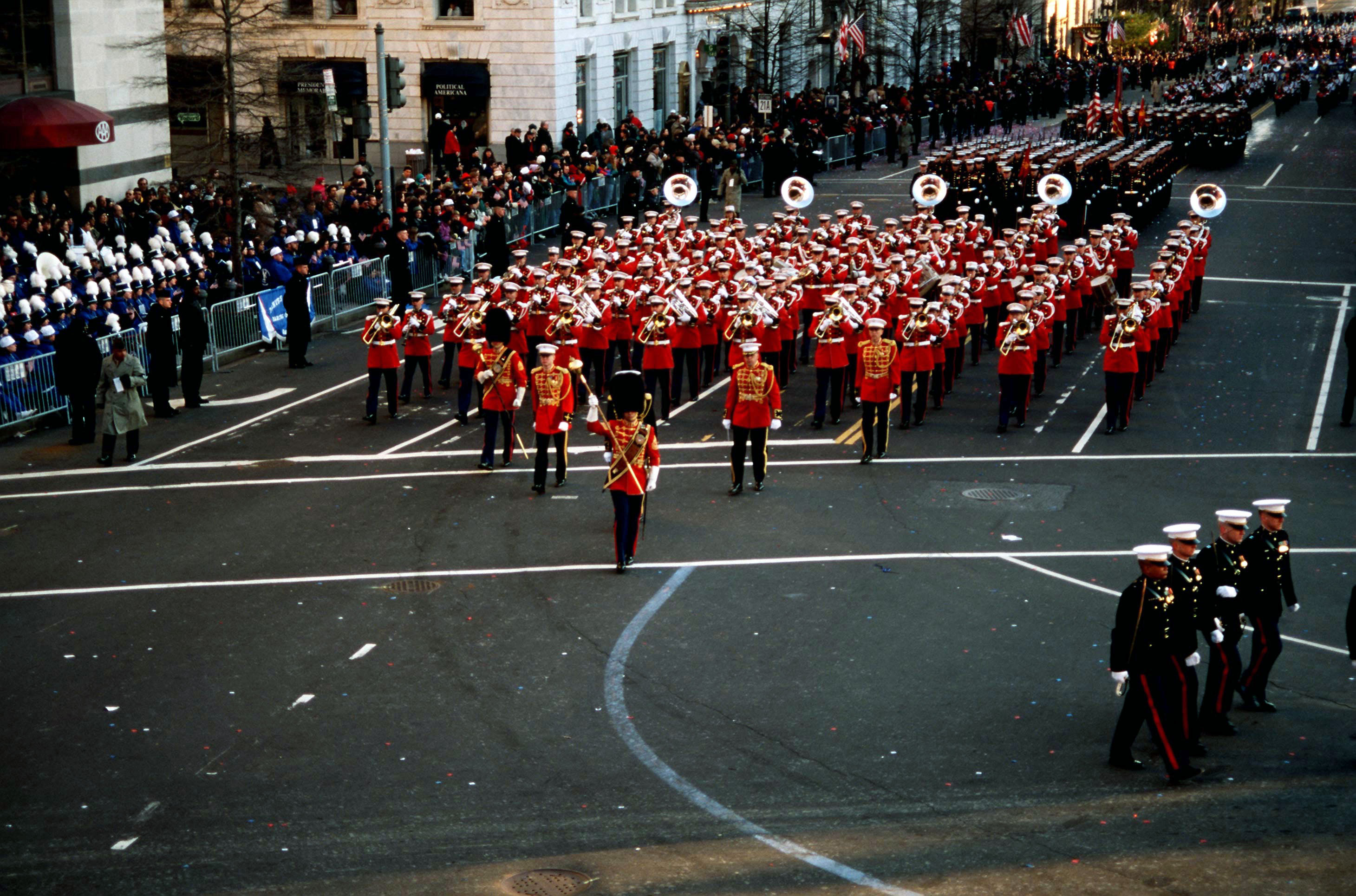
1997年1月20日、ビル・クリントン大統領を讃える就任パレードにおいて、海兵隊軍楽隊が15番街を行進。

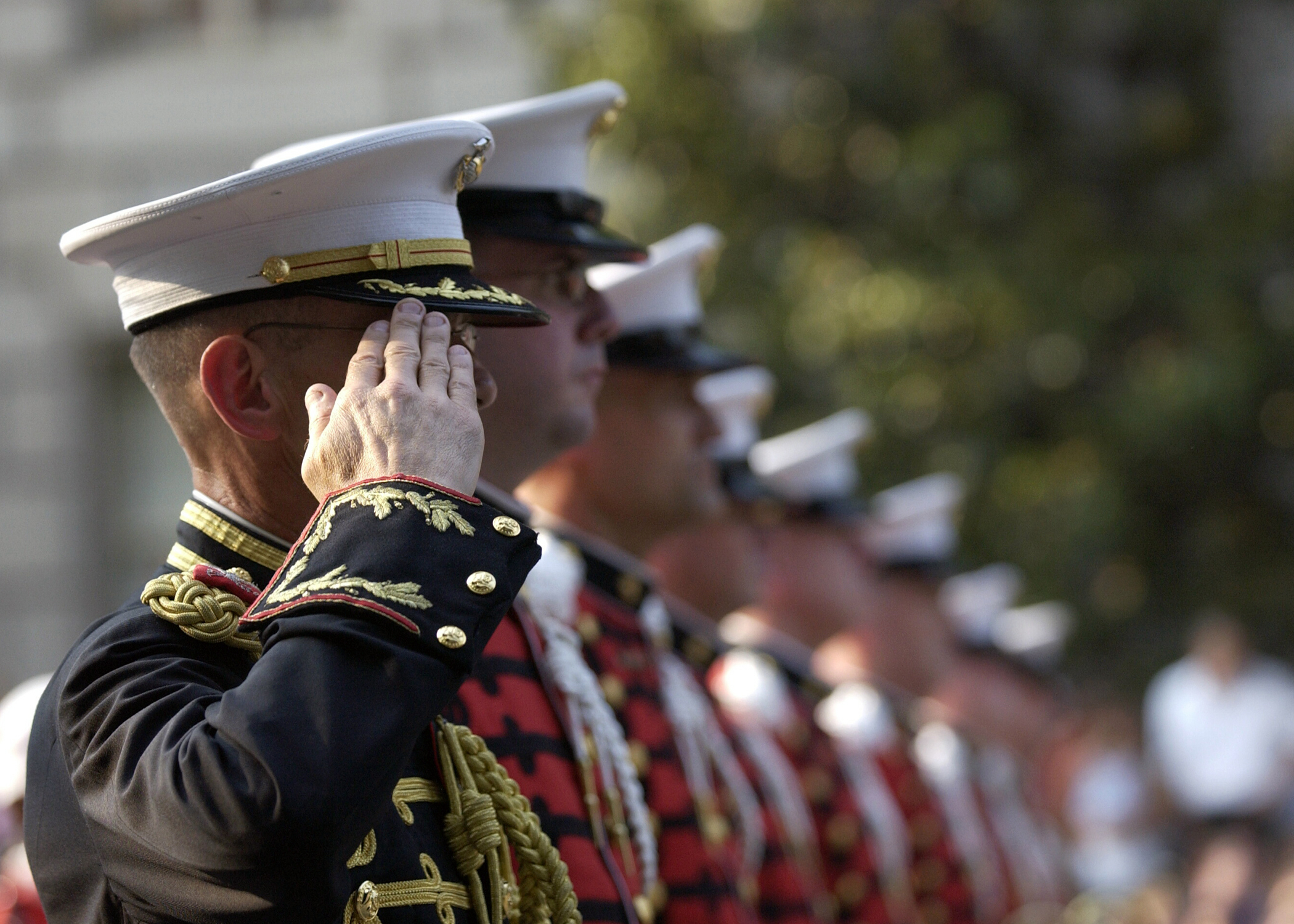
2004年6月、ロナルド・レーガン大統領の国葬で合衆国議会議事堂ロタンダへ遺体を護衛。

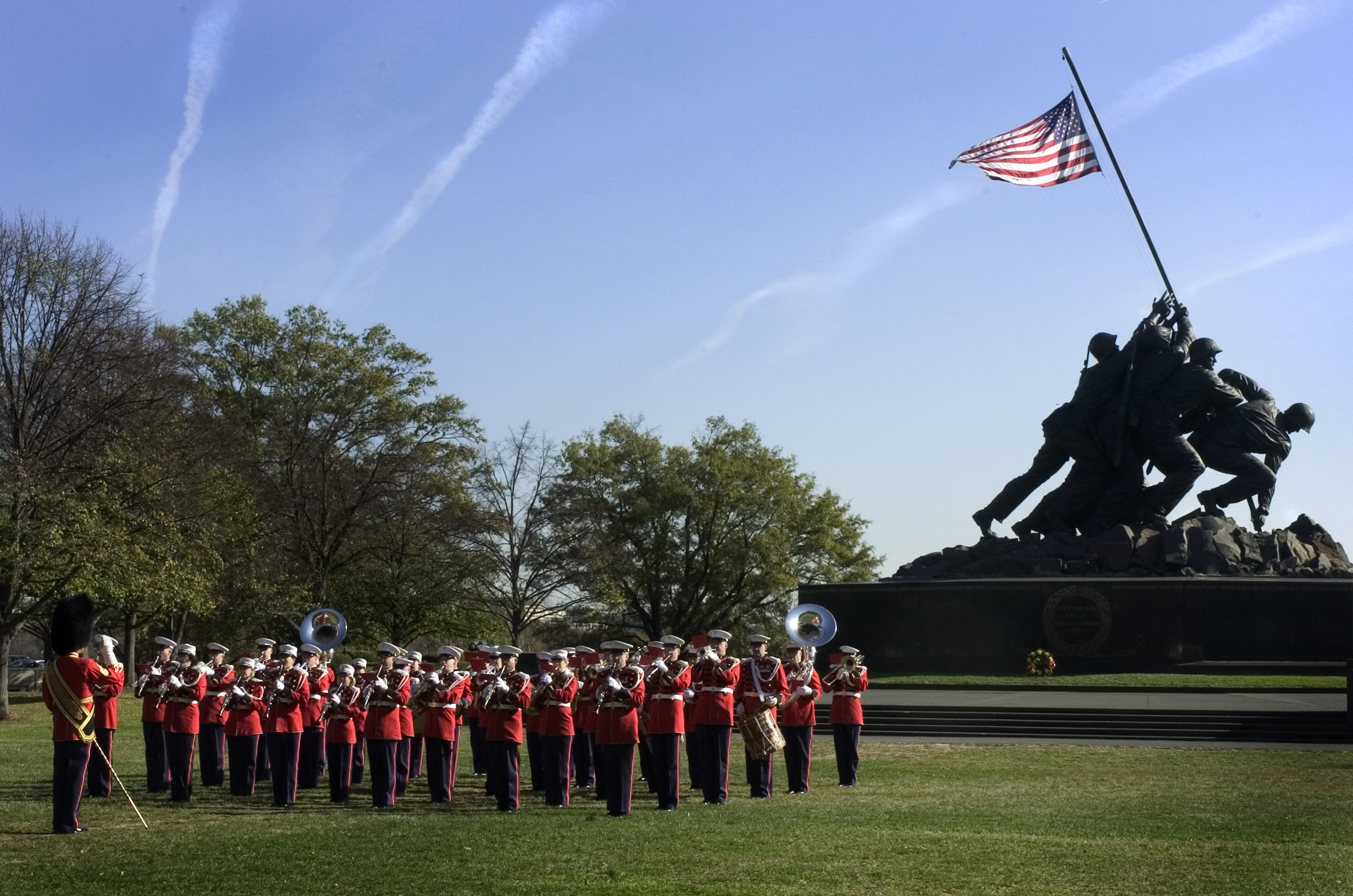
海兵隊戦争記念碑にて、海兵隊創立229周年を祝う花輪捧げ式に出席した観衆の前で演奏。

演奏スケジュールは海兵隊軍楽隊本部広報部が調整しており、ここでは軍楽隊の指揮者および海兵隊軍楽隊運営事務所と連携し、軍楽隊、室内管弦楽団、室内アンサンブルの演奏や式典のスケジュールを組んでいる。
海兵隊軍楽隊には、専門的なサポートスタッフ（資料、録音、ステージマネージャー、ステージスタッフ）や、管理部門、広報部門、物資供給部門も存在している。これらの部門は、年間を通じて演奏の調整、促進、実施を行っている。
軍楽隊は全員で約130名の隊員で構成されているが、みなが一堂に会して演奏することは稀である。
42名編成のものは、国防総省ペンタゴンで行われる全ての行事や正式な軍事式典、重要なイベントのための愛国的なオープニングで用いられる物である。オープニング演奏は、15分間の愛国的な音楽で構成され、これにはカラーガードの掲揚および降下、国歌「星条旗」、そして「海兵隊讃歌」が含まれる。ワシントン大都市圏内で、軍事組織、連邦機関、各種団体のイベントにおいて演奏されている。
海兵隊軍楽隊が参加するイベントには、以下のようなものがある。
- アメリカ合衆国大統領就任式 1801年のトーマス・ジェファーソン大統領の就任式以来、すべての大統領就任式に参加している。軍楽隊はアメリカ合衆国議会議事堂に配置され、宣誓式が行われ、その後、99名編成の軍楽隊がホワイトハウスへ戻るための就任パレードに参加する。また、軍楽隊は公式式典およびパレード後の祝賀行事でも演奏を行う。祝賀行事は通常、州ごとに分けられ、ホテルやワシントンD.C.内の広大な公共スペースで開催される。
- 国葬 ワシントン軍管区の部隊司令官が儀式の準備を整え、葬儀の際にはワシントン国立大聖堂への行列を監督する。葬儀の手続きは国防長官が執り行う。国葬の伝統的な要素には、アメリカ軍の5つの軍種を代表する州兵、現役軍人、士官学校生徒、予備役の隊員による行列が含まれている。99名編成の軍楽隊は、国葬の各段階で伝統的な音楽を演奏し、他の軍楽隊と共演することも多い。これまで、首都で行われた葬儀行列は、10人の大統領を追悼してきた。

- 国賓到着式典 アメリカ合衆国に訪れる外国の元首を歓迎し、国賓訪問が始まるホワイトハウスでの国賓到着式典において演奏を行う。海兵隊軍楽隊は、ブルールームの外、南ポートのバルコニーに配置される。式典後、海兵隊軍楽隊は接見の行列および歓迎会において、クロスホールで演奏を行う。
- アーリントン国立墓地での軍葬 アーリントン国立墓地におけるすべての海兵隊員の軍葬に参列する。葬儀式典において故人が移動するたびに、海兵隊音楽隊はコラールおよび聖歌を演奏する。葬列が最終埋葬地へ故人を運ぶ際には、ドラムラインによるリズムや葬送行進曲が演奏される。故人が最終的に埋葬地に到着する際には、「海兵隊讃歌」が演奏される。その後、故人に対し最終敬礼および３発の弔砲（が行われ、海兵隊音楽隊のビューグル奏者が単独で「タップス」と呼ばれるビューグルコールを演奏する。式典後、アメリカ合衆国国旗が折りたたまれ、故人の遺族に手渡される。この間、海兵隊音楽隊は海軍讃歌「偉大なる父（Eternal Father, Strong to Save）」を演奏する。
- 金曜の夜のパレード 毎年夏季（5月から8月）にかけて、ワシントンD.C.の海兵隊兵舎（マリーン・バラックス）において、金曜日の夜に開催される。これらの75分間にわたる音楽および精密な行進の演技には、海兵隊音楽隊、ドラムコー、およびドリルチームが参加する。式典は午後8時45分に、海兵隊音楽隊による演奏会をもって開始される。
- その他の行事 国賓晩餐会やホワイトハウスにおける公式歓迎式典などの追加行事において演奏を行うことがある。また、夏季にはワシントンD.C.のナショナル・シルヴァン・シアターにおいて演奏を行うこともある。

## 指導体制の変遷

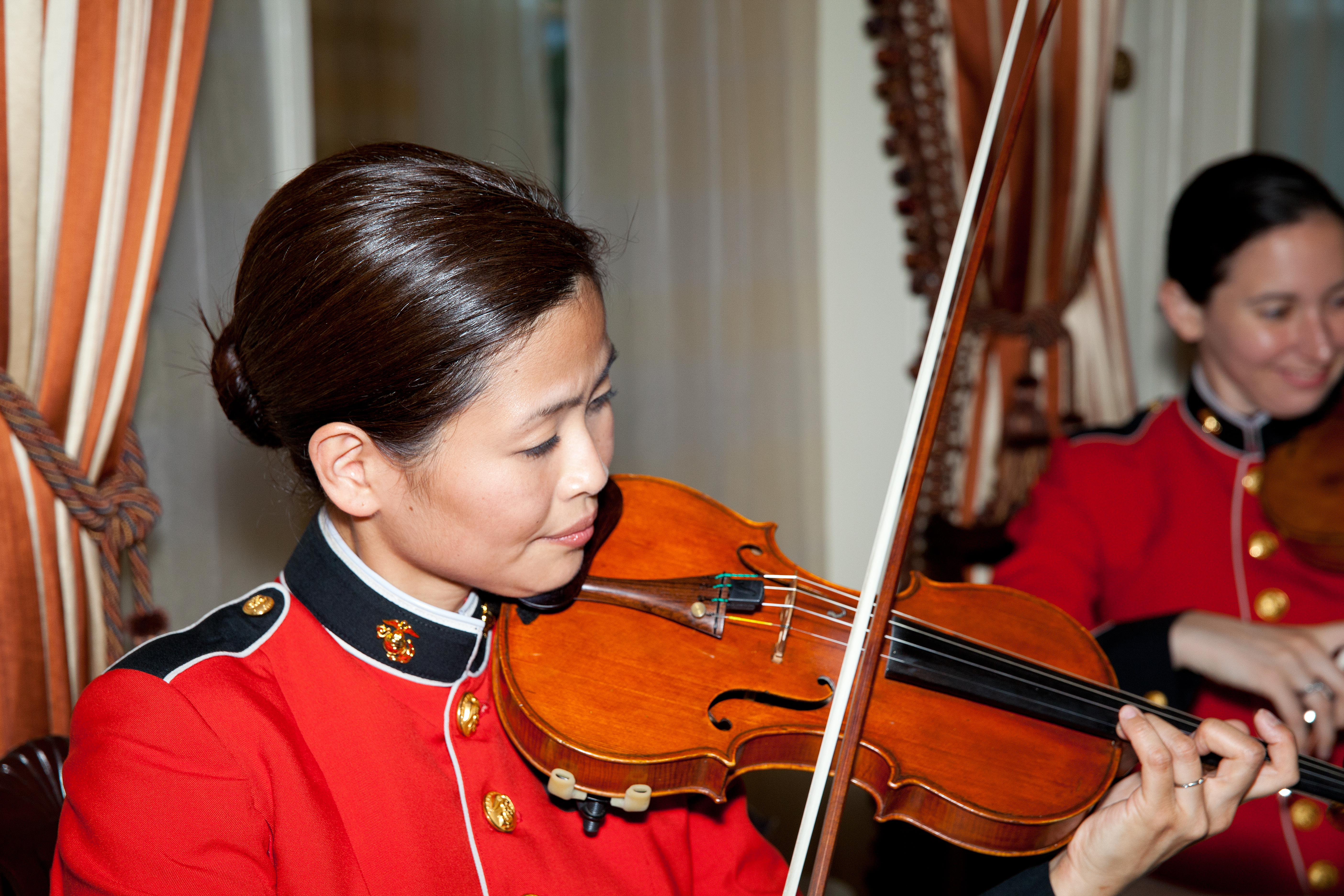
2013年7月19日、海兵隊総司令官公邸における歓迎式典で演奏する海兵隊音楽隊のヴァイオリン奏者

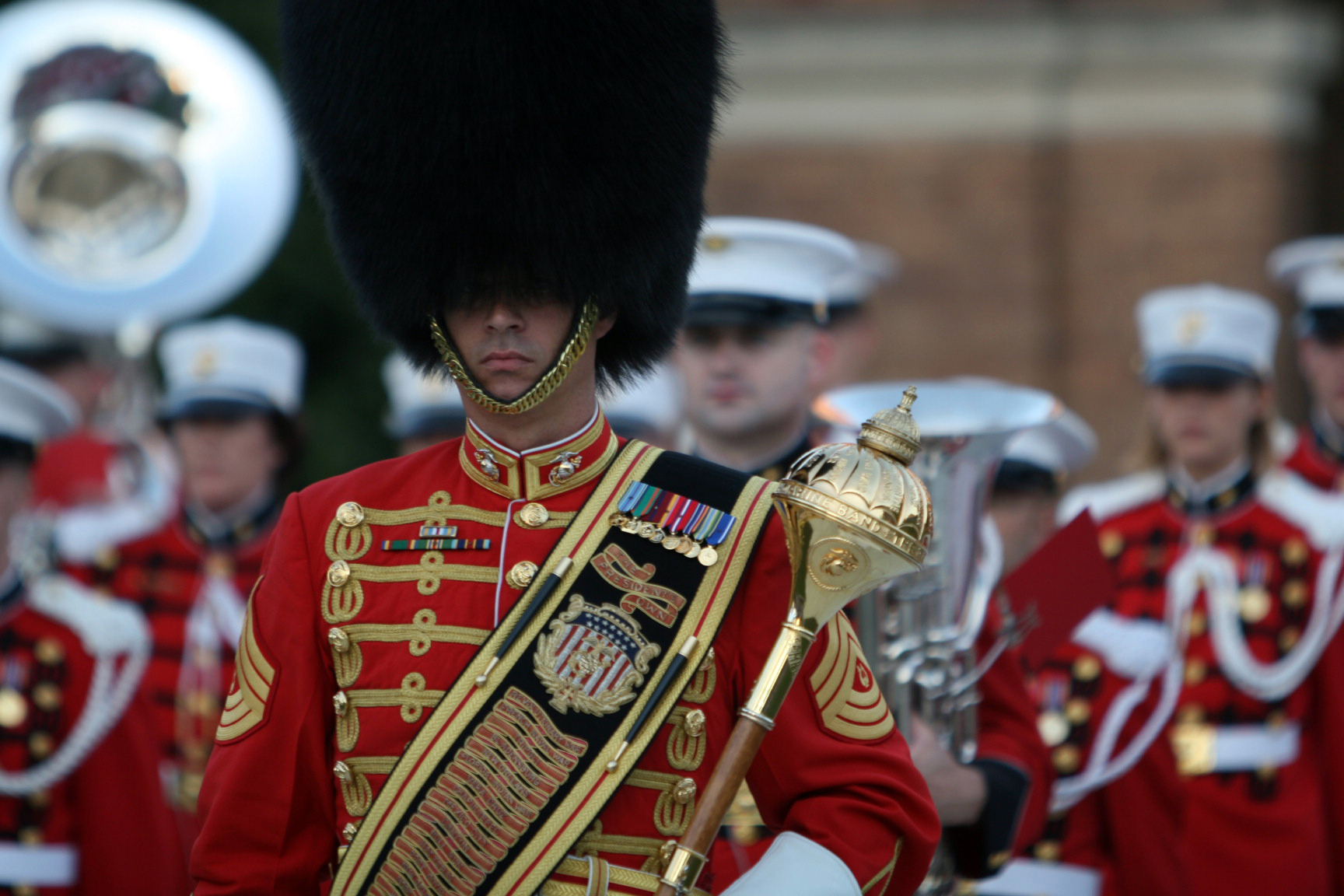
熊毛製のヘッドピースを着用し、儀礼用メイスを持つアメリカ海兵隊音楽隊ドラム・メジャー、ウィリアム・L・ブラウン最先任曹長

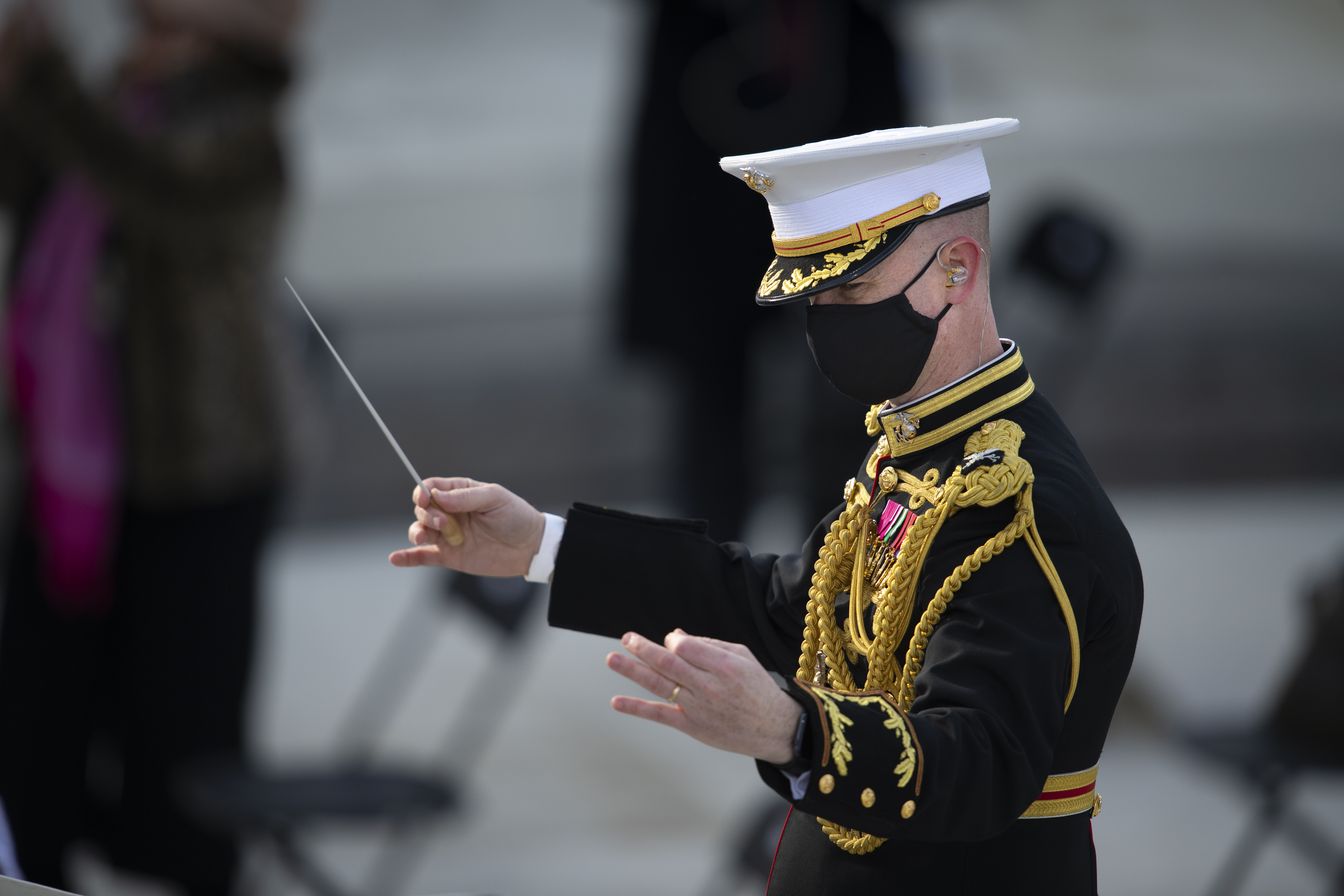
ジョー・バイデン大統領就任式におけるジェイソン・フェティグ氏

海兵隊音楽隊の初期の指導体制は、ドラム・メジャーおよびフィーフ・メジャーによって構成されており、両者は同一の制服を着用していた。ドラム・メジャーは海兵隊音楽隊の指導者と見なされ、ファイフ・メジャーはフィーフ（横笛）奏者の訓練を担当した。アメリカ海兵隊音楽隊の初代指導者はウィリアム・ファーであり、記録には1799年1月21日付でドラム・メジャーとして任命されたとある。
1855年にドラム・メジャーのラファエル・トライアが退役した後、当時フィーフ・メジャーであったフランシス・スカラがドラム・メジャーに就任した。1861年7月25日、エイブラハム・リンカーン大統領は、海兵隊音楽隊の再編を定める議会法に署名した。この法律により、フィーフ・メジャーの階級が廃止され（さらに1881年、フィーフが編成から完全に除かれた）、指導者／首席奏者（Leader of the Band/Principal Musician）およびドラム・メジャーの職が新設され、また30名の音楽隊員の定員が認められた。スカラ氏は「指導者」の称号を受けた最初の海兵隊音楽隊員となり、ジョン・ローチがドラム・メジャーに任命された。
最初期に記録された副リーダーはサルバドール・ペトロラである。海兵隊のコルネット奏者であり、17代目指揮者ジョン・フィリップ・スーザの下で演奏していたウォルター・F・スミスは、1899年3月に議会法によって海兵隊音楽隊におけるリーダーおよび副リーダーの職が創設された際、最初の公式な副リーダーとなった。
ドワイト・D・アイゼンハワー政権下では多くの変革が行われた。その中で、リーダーおよび副リーダーの称号はディレクターおよびアシスタント・ディレクターに置き換えられた。1955年にアルバート・ショーパーがディレクターに任命されると、海兵隊音楽隊の指導体制において、副アシスタント・ディレクターが新たに追加された。今日では、アシスタント・ディレクターの職は二つの役職名に分かれており、シニア・アシスタント・ディレクターおよびエグゼクティブ・オフィサー、アシスタント・ディレクターがそれぞれ設けられている。また、アイゼンハワー政権下では初めて「ソリスト兼モデレーター」の職が設置された。ウィリアム・D・ジョーンズは、アメリカ空軍バンドの初代ソリストであり、シンギング・サージェンツの創設者および指揮者として知られ、議会法によりアメリカ海兵隊音楽隊に転任し、「音楽大使（Ambassador of Music）」の称号を授けられた。ソリスト兼モデレーターは、1972年にショーパーおよびジョーンズが退職するまで、上級下士官としての役割を果たしていた。
現在、ドラム・メジャーは「大統領直属音楽隊（The President's Own）」の上級下士官として、音楽隊の外観、儀礼的な演技、および軍隊の作法に責任を負っている。ドラム・メジャーは、就任パレードを含む式典において音楽隊を指揮する役割を担い、定期的に音楽隊を指揮して大統領や訪問する国家元首、その他の高官に対する閲兵を行う。
ドラム・メジャーは、熊毛製のヘッドピースを着用し、音楽隊への指示を伝えるための儀礼用メイスを携帯している。また、ドラム・メジャーは海兵隊の象徴である「海ワシ、地球、碇」のエンブレム（海兵隊徽章）の士官用バージョンを着用している。この制服には、バンドの紋章と海兵隊の戦功を刺繍した装飾的なバルドリック（肩掛け帯）が含まれており、個人的な勲章のミニチュアも取り付けられている。

### 関係者
リーダー
- ウィリアム・ファー（1799）
- チャールズ・S・アッシュワース（1804）
- ヴェネランド・プリーツィ（1816）
- ジョン・パウリー（1816）
- ヴェネランド・プリーツィ（1818）
- ジョン・B・キュヴィリエ（1827）
- ジョセフ・キュヴィリエ（1829）
- フランシス・シェニグ（1835）
- ラファエル・R・トライア（1836）
- アントニオ・ポンス（1843）
- ジョセフ・ルッチェージ（1844）
- アントニオ・ポンス（1846）
- ラファエル・R・トライア（1848）
- フランシス・M・スカラ（1855）
- ヘンリー・フリース（1871）
- ルイ・シュナイダー（1873）
- ジョン・フィリップ・スーザ（1880）
- フランチェスコ・ファンチュリ（1892）
- ウィリアム・ヘンリー・サンテルマン（1898）
- テイラー・ブランソン（1927）
- ウィリアム・F・サンテルマン（1940）
- アルバート・F・ショッパー（1955）
- デール・L・ハーパム（1972）
- ジャック・T・クライン（1974）
- ジョン・R・ボージョア（1979）
- ティモシー・W・フォーリー（1996）
- マイケル・J・コルバーン（2004）
- ジェイソン・K・フェティグ（2014）
- ライアン・J・ノーウィン（2023）

ドラム・メジャー
- ジョン・ローチ（1861–1875）
- リチャード・T・ジョンソン（1875–1882）
- エドワード・D・ヒューズ（1882–1885）
- アウグスト・ゲックラー（1886–1895）
- ジェームズ・バートン（1895–1897）
- ルーベン・ブラッドリー（1897–1908）
- レイノルド・H・ノスボーム（1908–1910）
- ジェームズ・L・カレトン（1911）
- ハーシャル・D・プライヤー（1911–1927）
- ハイラム・H・フローリア（1927–1943）
- エルマー・R・ハンセン（1943–1949）
- エドモンド・デマール（1949–1958）
- ヘンリー・L・ピーターズ（1958–1964）
- ダニエル・M・オーザー（1964–1968）
- ジェームズ・R・ドノヴァン（1968–1972）
- チャールズ・R・ジメルソン（1972–1974）
- デニス・E・キャロル（1974–1984）
- ゲイリー・A・ピーターセン（1984–1989）
- ジョン・D・リー（1989–1994）
- デニス・R・ウルフ（1994–1999）
- ジョン・R・バークレイ（1999–2001）
- トーマス・D・コール（2001–2007）
- ウィリアム・L・ブラウン（2007–2014）
- デュアン・F・キング（2014–現在）

## 作編曲家
スーザは海兵隊音楽隊の指揮者として勤務していた際、いくつかの代表的な行進曲を作曲した。その中には『忠誠』も含まれる。
トーマス・パウエル・ノックス（英語: Thomas Powell Knox）は、1961年に海兵隊音楽隊にトランペット奏者として加わり、1966年には編曲部門に移動した。三年後、ノックスはチーフ・アレンジャーに任命され、1985年に退職するまで海兵隊音楽隊のために作曲と編曲を続けた。彼の代表的な作曲には、「全能なる神」（ロナルド・レーガン大統領就任式への委嘱）や、「アメリカン・ページェント」（リチャード・ニクソン大統領就任式への委嘱）がある。ノックスは、編曲または作曲した作品が300を超え、その多くは現在も海兵隊音楽隊をはじめ、アメリカ全土の他の音楽隊により演奏されている。

## 画像

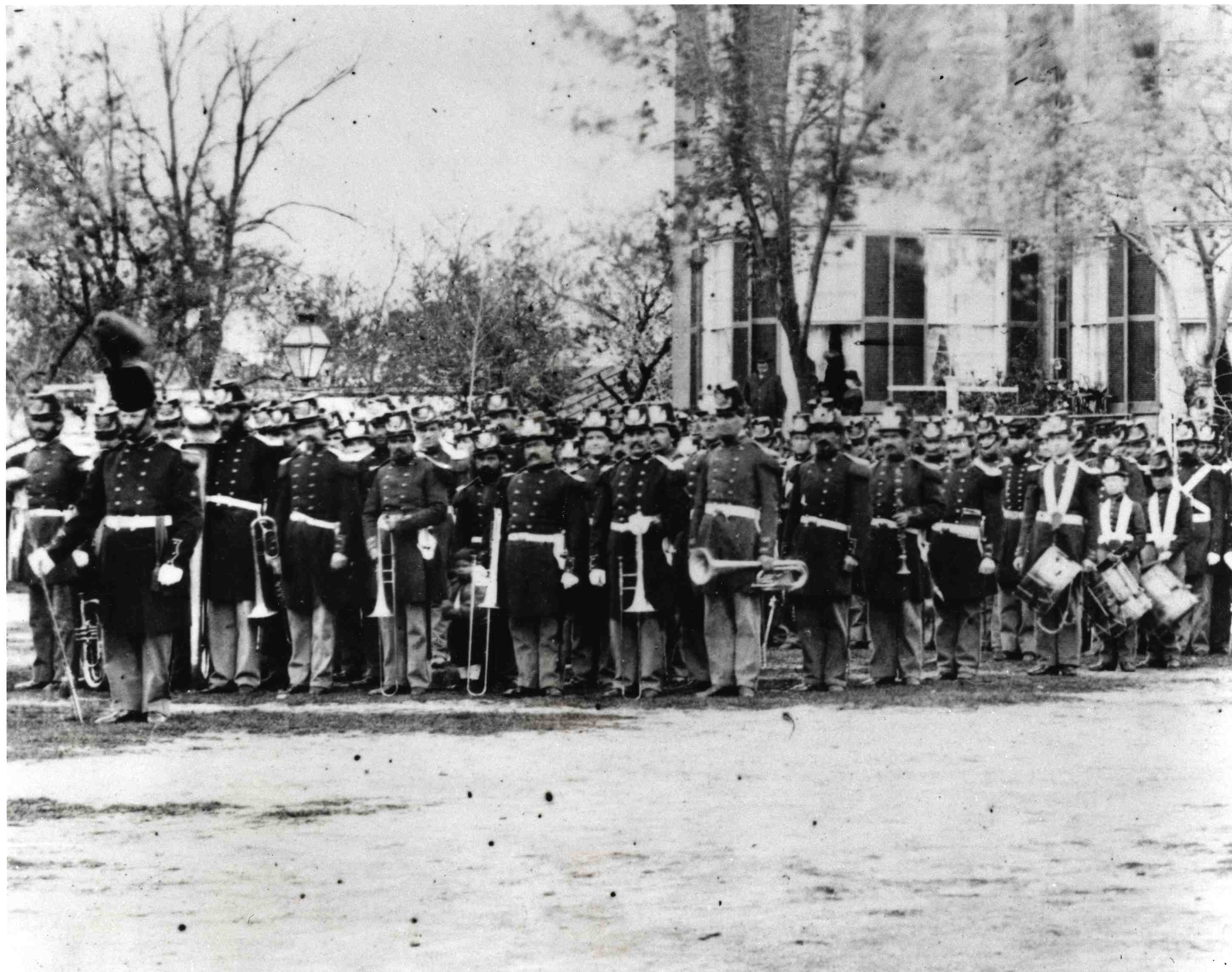
『大統領直属』の合衆国海兵隊軍楽隊、1864年
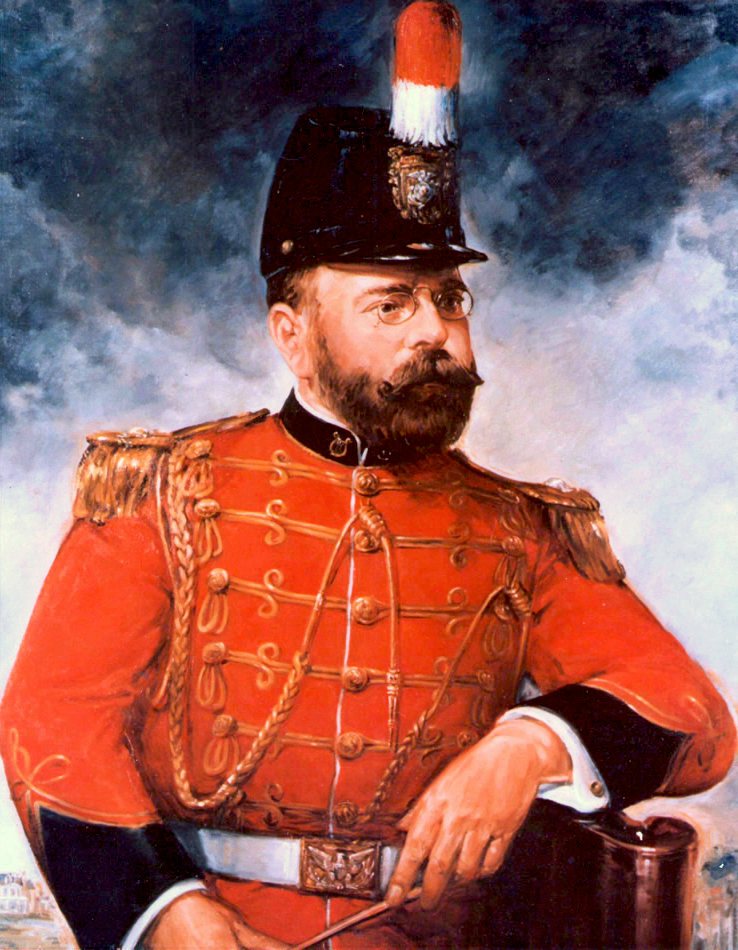
ジョン・フィリップ・スーザ。1880年10月1日に海兵隊音楽隊第17代隊長に任命され、1892年7月30日までその職にあった。
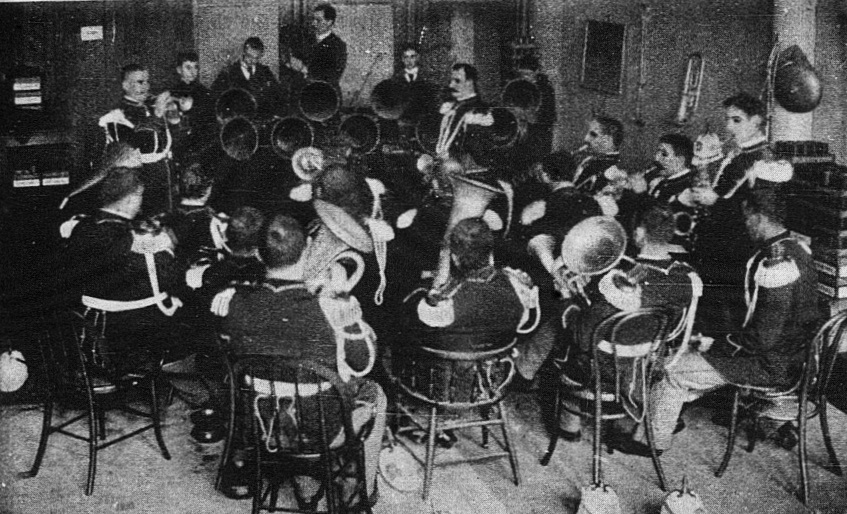
当時スーザに率いられていた海兵隊音楽隊は、コロンビア・フォノグラフ社（現コロンビアレコード）に近接していたこともあり、1891年における音楽録音技術の発展に大いに寄与した。
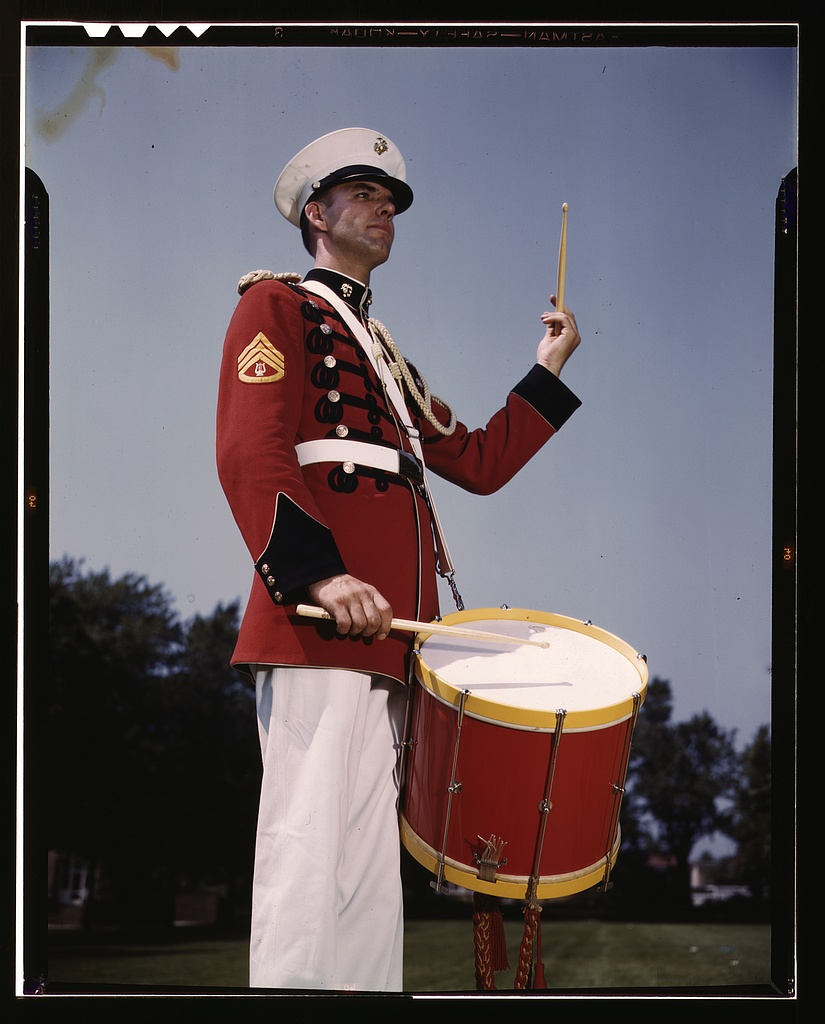
ワシントンD.C.海兵隊兵舎にて、マリンバ兼ティンパニ奏者チャールズ・オーウェンがドラムを演奏、1942年5月
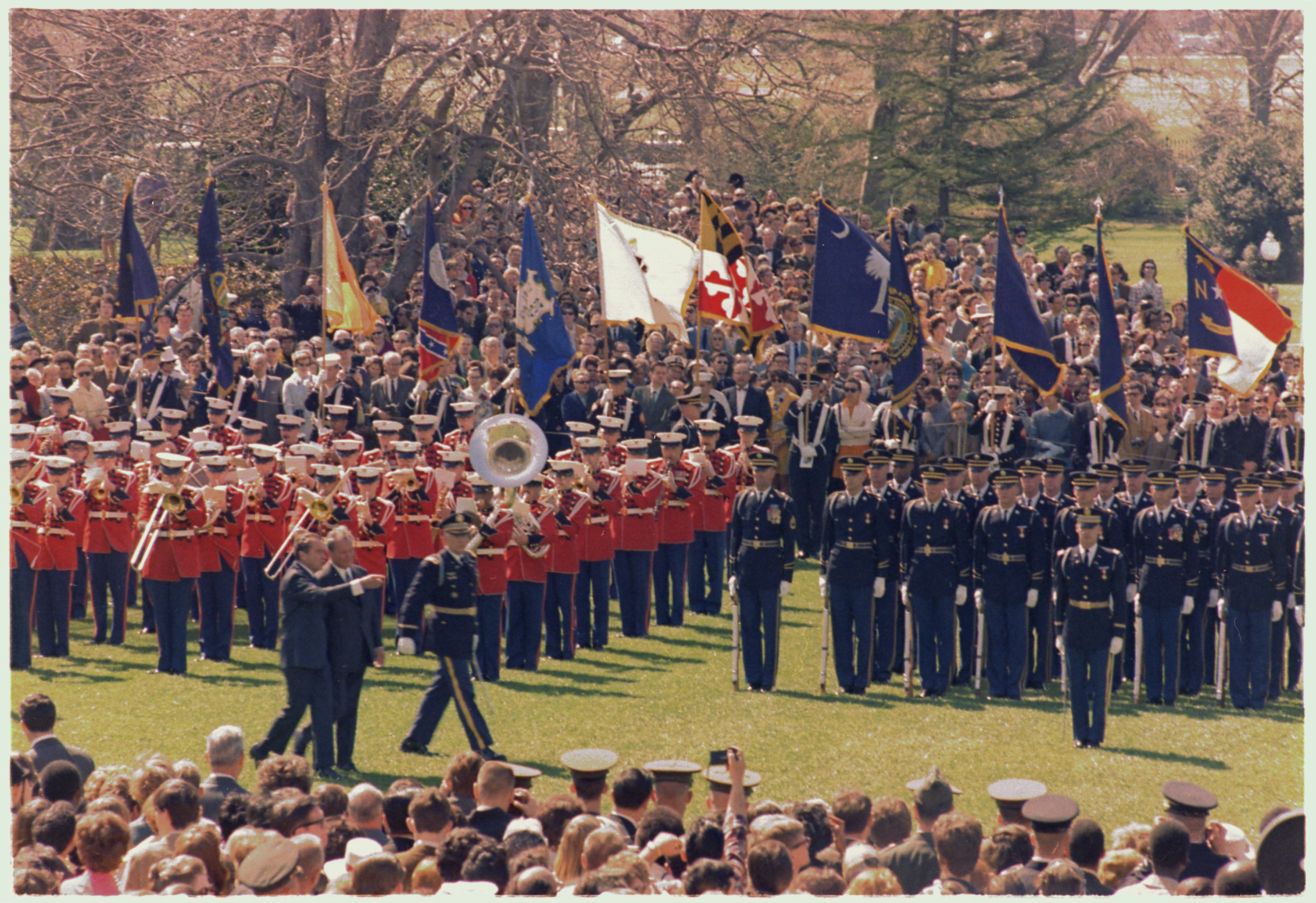
1970年、南庭にて行われた西ドイツ首相ヴィリー・ブラント歓迎公式式典において演奏する海兵隊音楽隊。
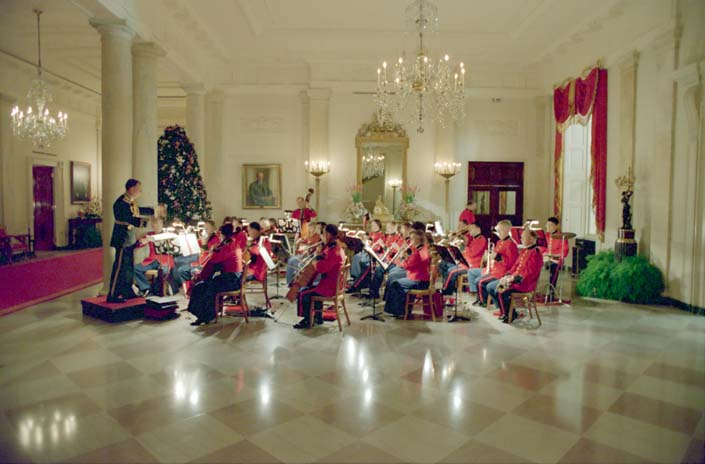
1988年、英国首相マーガレット・サッチャーのために催された公式晩餐会に際し、ホワイトハウスのエントランスホールで演奏する海兵隊音楽隊。
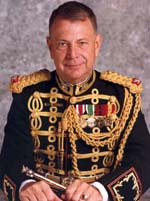
ジョン・R・ブルジョワ、1979年から1996年まで海兵隊音楽隊の作曲家兼隊長を務めた。
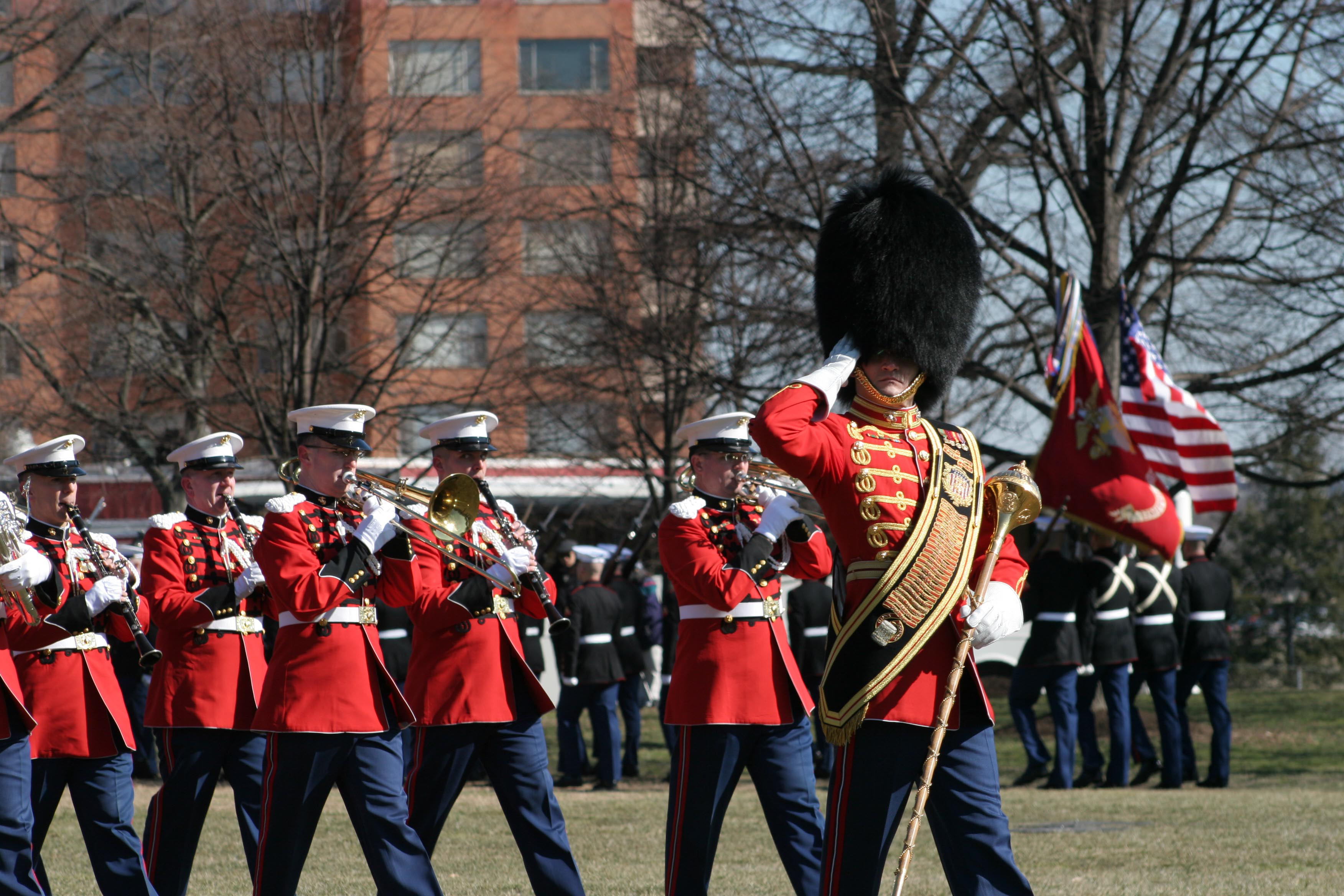
2005年、海兵隊戦争記念碑にて行われた硫黄島の戦い60周年記念式典において、海兵隊音楽隊を指揮するトーマス・D・コール最先任上級軍曹。
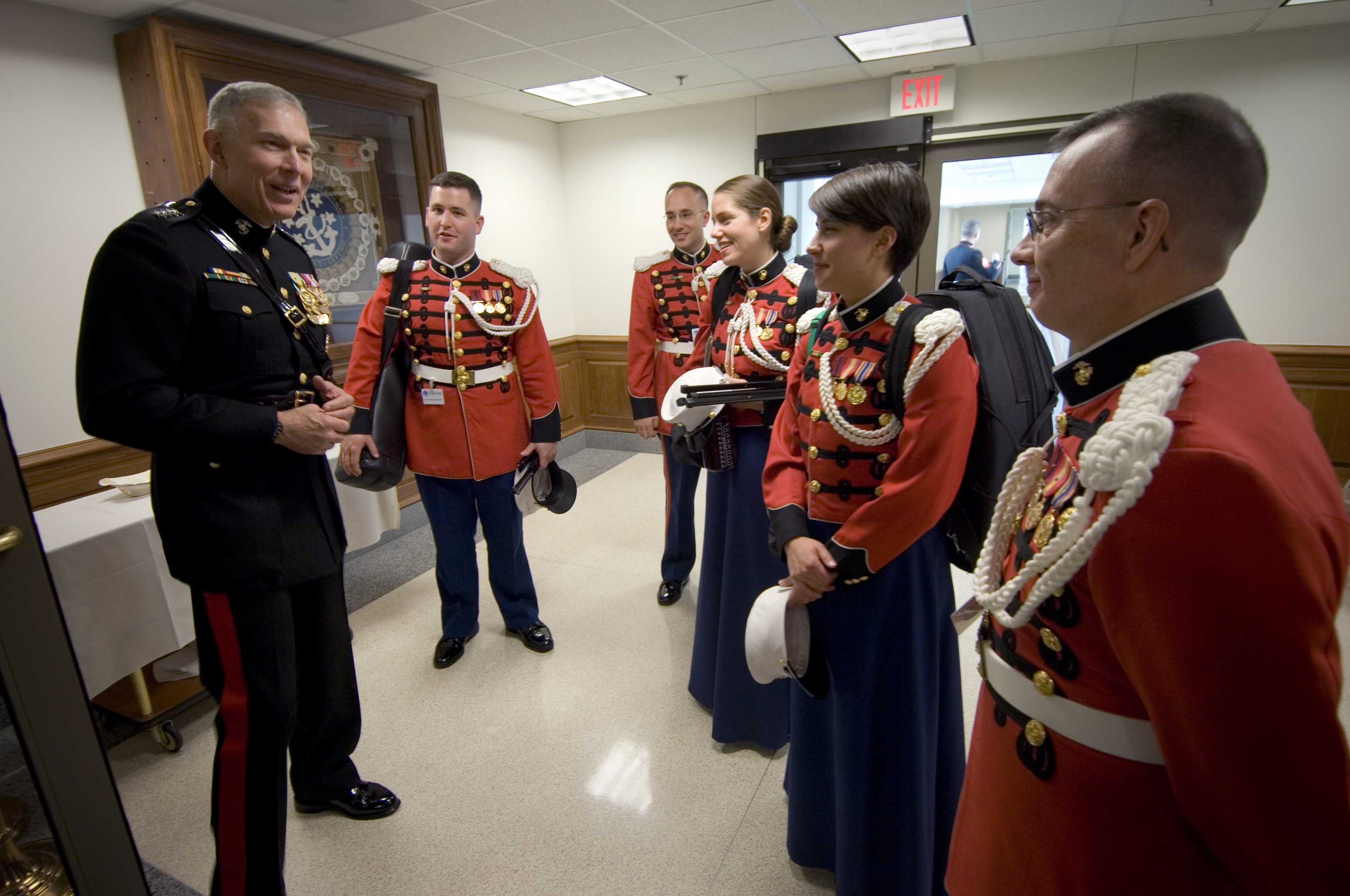
2007年、ペンタゴンにて開催された第232回海兵隊創設記念式典において、海兵隊音楽隊の隊員らと言葉を交わすジェームズ・T・コンウェイ海兵隊総司令官。
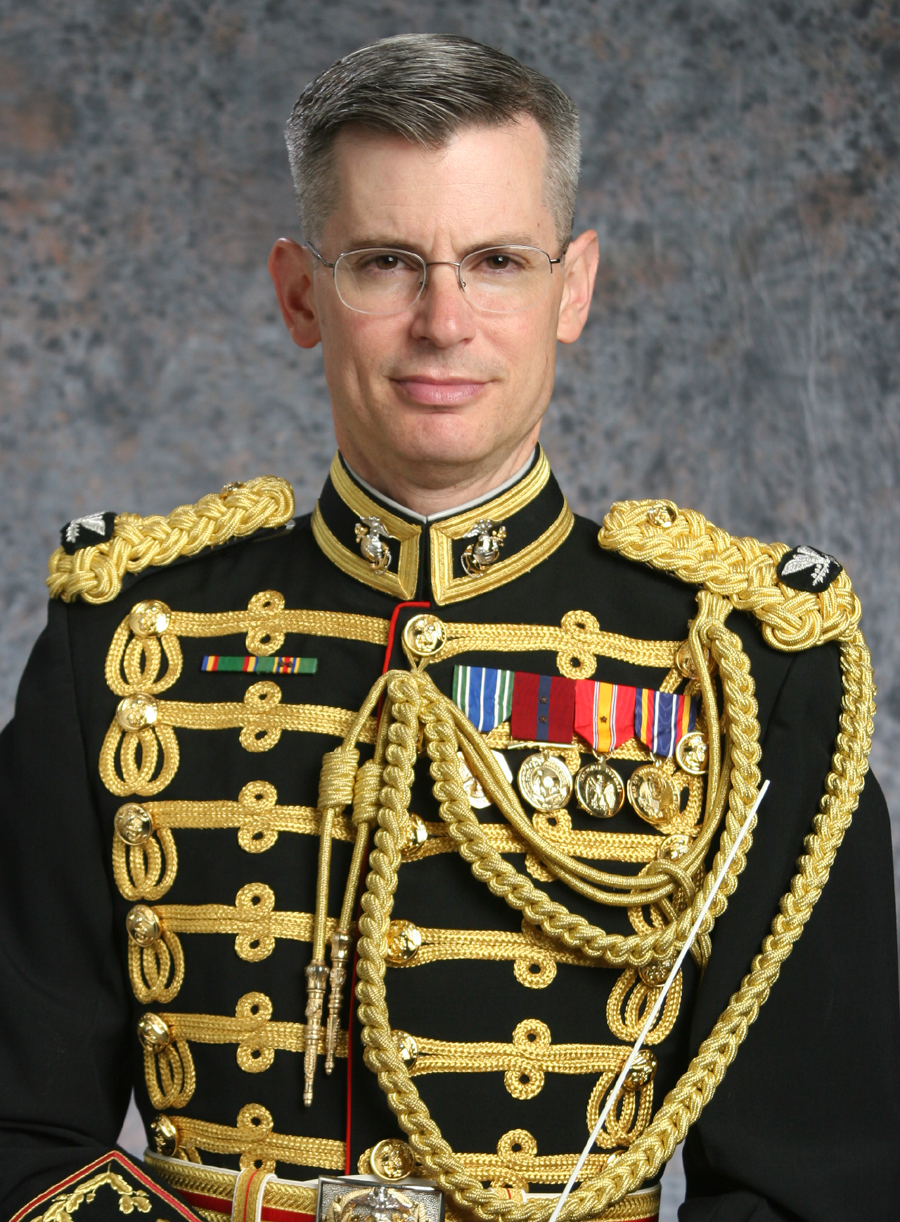
第27代海兵隊音楽隊隊長、マイケル・J・コルバーン大佐。1987年にユーフォニアム奏者として入隊し、2004年7月17日に隊長に任命。
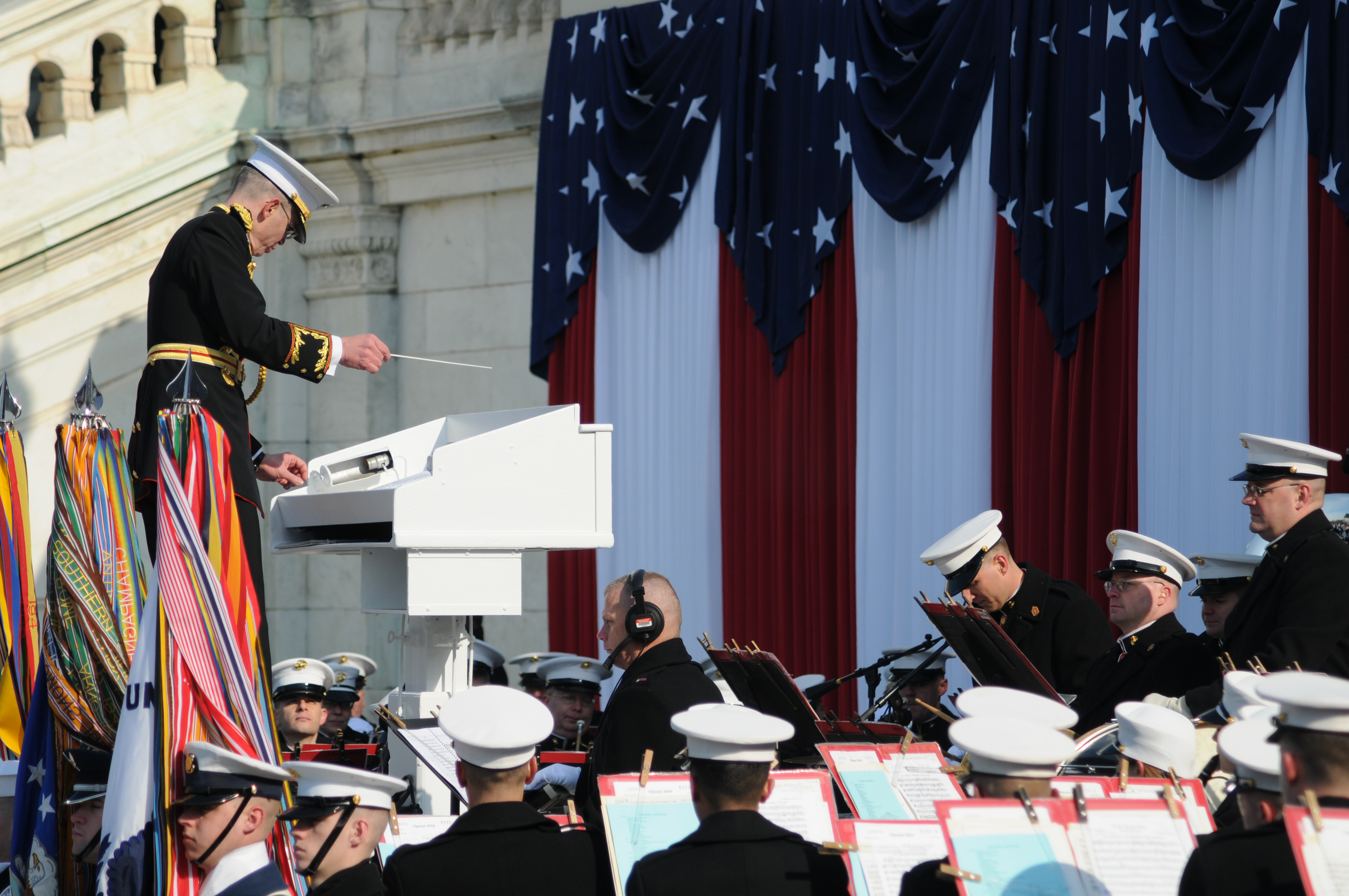
2009年、ワシントンD.C.にて行われたバラク・オバマ大統領就任式において、アメリカ合衆国議会議事堂で演奏する海兵隊音楽隊。
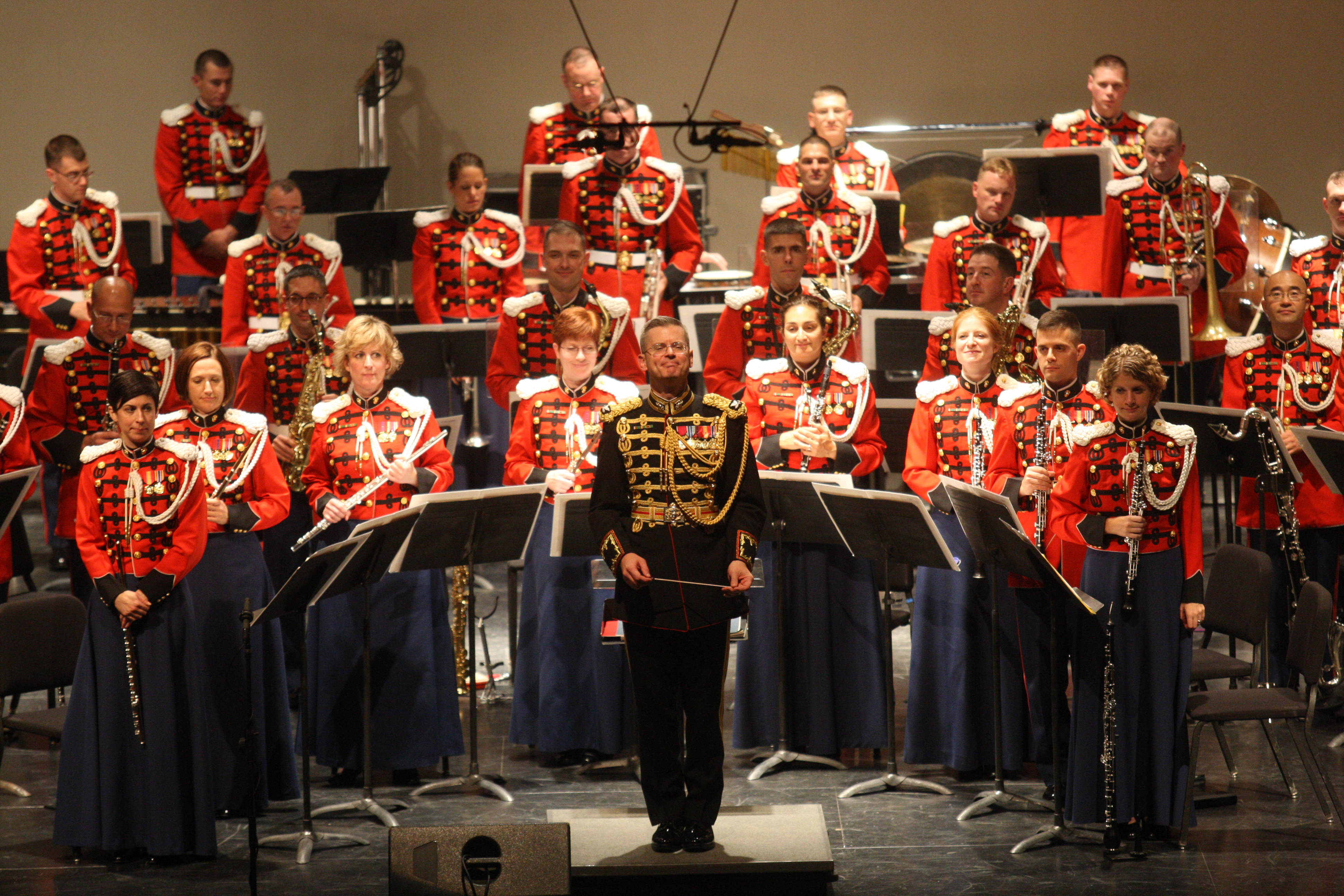
2011年、ノースカロライナ州グリーンビルのイーストカロライナ大学にて、ラフマニノフの「交響的舞曲」を演奏した後のマイケル・J・コルバーン大佐。
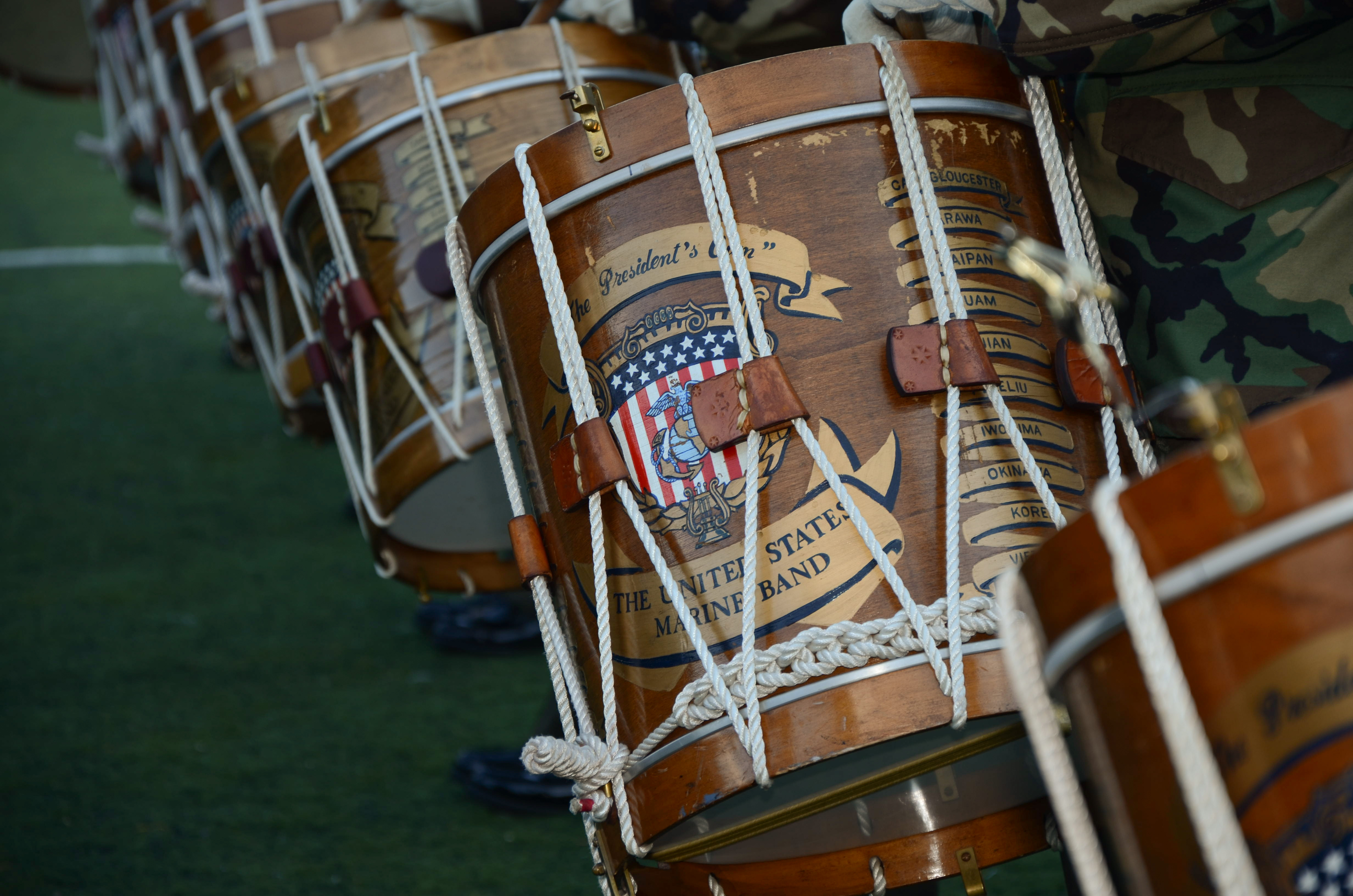
2013年1月18日、バラク・オバマ大統領就任式のためのリハーサルで、ワシントンD.C.の海兵隊兵舎にてドラムを持つ海兵隊音楽隊の隊員たち。

## リンク集
- 公式ウェブサイト
- 公式YouTubeチャンネル
- アメリカ合衆国海兵隊音楽隊「大統領直属」、音声・映像展示
- MCO P1020.34F 海兵隊制服規則 第6章：音楽部隊
- アメリカ合衆国海兵隊の録音 （アメリカ歴史的録音ディスコグラフィー）
- アメリカ合衆国海兵隊の作品（プロジェクト・グーテンベルク）
- アメリカ合衆国海兵隊に関する作品（インターネットアーカイブ）
- Youtube：米海兵隊、序曲「ロシランとリュドミラ」（1990年、ソ連）
- 海兵隊音楽隊ドラムメジャー、ウィリアム・ブラウン最先任上級軍曹の就任式
- メリーランド大学図書館のアメリカ合衆国海兵隊音楽隊の転写盤

Template:USMCmajorcommandsTemplate:United States military bands